# Gara Halmeu
Gara Halmeu este o gară care deservește comuna Halmeu, județul Satu Mare, România.